# William Blount († 1471)
William Blount (* um 1442; † 14. April 1471) war ein englischer Edelknecht und Politiker.

## Leben
William Blount war der älteste Sohn von Walter Blount, 1. Baron Mountjoy (1420–1474) aus dessen erster Ehe mit Eleanor Byron, Tochter des Sir John Byron.
1467 war er als Knight of the Shire für Derbyshire Mitglied des englischen House of Commons. 1469/70 war er Sheriff von Nottinghamshire und Derbyshire.
Während der Rosenkriege kämpfte er für das Haus York und Eduard IV. in der Schlacht von Barnet am 14. April 1471. In der Schlacht erlitt er schwere Verletzungen, denen er schließlich erlag. Er wurde in der Kirche des Franziskanerklosters (Grey Friars) in London beigesetzt.
Da William vor seinem Vater starb, ging der Titel des Baron Mountjoy 1474 an seinen minderjährigen Sohn Edward über.

## Ehe und Nachkommen
Er war verheiratet mit Margaret, Tochter des Thomas Echingham. Sie hatten folgende Kinder:
- John Blount († vor 1471);
- Edward Blount, 2. Baron Mountjoy (um 1467–1475) ⚭ Anne de Cobham († 1526);
- Elizabeth Blount († vor 1543) ⚭ Andrew Windsor, 1. Baron Windsor (1467–1543);
- Anne Blount, ⚭ (1) Sir Thomas Oxenbridge; ⚭ 2) Sir David Owen, of Midhurst, ein unehelicher Sohn von Owen Tudor.[4][5]

Seine Witwe heiratete in zweiter Ehe Sir John Elrington († 1483).